# Zalagasper
zalagasper je slovinské elektropopové hudební duo původem z Mariboru. Jeho členy jsou zpěvačka Zala Kralj a multiinstrumentalista Gašper Šantl. V roce 2019 s písní "Sebi" reprezentovali Slovinsko na soutěži Eurovision Song Contest v Tel Avivu.

## Biografie

### Počátky
Gašper Šantl (nar. 1996) se od útlého věku věnoval hře na hudební nástroje, především na harmoniku a kytaru. Po dokončení střední školy strávil dva roky v Praze, kde pracoval v nahrávacím studiu Faust Records jako zvukový inženýr. Přes kameramana a pozdějšího režiséra hudebních videoklipů dua Žigu Krajnece se dostal k nahrávkám zpěvačky Zaly Kralj (nar. 1999), která na sociálních sítích publikovala coververze cizích písní, dále se věnovala autorské tvorbě a hře na housle. Prvním výsledkem spolupráce byl úspěšný singl "Valovi" z roku 2017, za který duo získalo prestižní ocenění Zlata piščal ("Zlatá flétna") v kategorii Píseň roku.
Od roku 2018 dvojice vystupovala pod jménem Gašper Šantl & Zala Kralj. Po uzavření smlouvy u slovinské pobočky vydavatelství Universal se představila jako host v populárním pořadu Izštekani rádia Val 202 a vydala singly "Baloni" a "S teboi".

### 2019: Eurovision Song Contest
Se čtvrtým singlem "Sebi" v únoru 2019 zvítězili v televizním pořadu EMA, národním kole Slovinska do soutěže Eurovize, v němž zvítězili. Souběžně vydali debutové EP Štiri (obsahující všechny čtyři dosud vydané singly) a na cenách Zlata piščal ovládli kategorii Objev roku. Píseň "Sebi", která byla nominována v kategorii Píseň roku, se dostala na druhé místo slovinské singlové hitparády.
V květnu vystoupili v izraelském Tel Avivu nejprve v semifinále a po postupu ve velkém finále Eurovize, v němž obsadili 15. místo se 105 body. V červnu následně vydali první dva singly v angličtině "Come to Me" a "Signals". Ve stejnou dobu začali v rámci mezinárodní kariéry mimo Slovinsko používat jméno zalagasper.

### 2020–2021
Počátkem února 2020 zalagasper hostovali na singlu "Ubilajci sanj" skupiny Dravle Records. 14. února vyšlo první album dua 4. V průběhu roku dvojice vydala singly "Origami", "sto idej" a "Box". Oba hudebníci také byli součástí mezinárodní poroty v rámci českého národního kola do později zrušené Eurovize 2020. V květnu se objevilo live EP s názvem at home.
Zatím poslední singl "xoxo" vyšel v dubnu 2021.

## Diskografie

### Alba
- Štiri (EP, 2019)
- 4 (2020)
- at home (EP, 2020)

### Singly
- "Valovi" (2017)
- "Baloni" (2018)
- "S teboi" (2018)
- "Sebi" (2019)
- "Come to Me" (2019)
- "Signals" (2019)
- "Origami" (2020)
- "Box" (2020)
- "sto idej" (2020)
- "xoxo" (2021)